# Президентские выборы в Колумбии (1949)
Президентские выборы в Колумбии проходили 27 ноября 1949 года. В результате победу одержал представитель Консервативной партии Лауреано Гомес Кастро, получивший все 1,1 млн голосов за исключением 23 голосов. Оппозиционная Либеральная партия вышла из выборов и призвала к бойкоту после того, как кандидат партии Дарио Эшандиа стал жертвой попытки убийства.
Считалось, что представитель либеральной партии Хорхе Эльесер Гайтан имел высокие шансы стать президентом, однако 9 апреля 1948 года он был убит.

## Результаты
| Кандидат                          | Партия/Коалиция                   | Голоса    | %    |
| --------------------------------- | --------------------------------- | --------- | ---- |
| Лауреано Гомес Кастро             | Консервативная партия             | 1 140 122 | 100  |
| Прочие                            | Прочие                            | 23        | 0,0  |
| Недействительные/пустые бюллетени | Недействительные/пустые бюллетени | 501       | –    |
| Всего                             | Всего                             | 1 140 646 | 100  |
| Действительные бюллетени/Явка     | Действительные бюллетени/Явка     | 2 866 339 | 39,8 |
| Источник: Nohlen                  |                                   |           |      |